# Cmentarz prawosławny w Soli
Cmentarz prawosławny w Soli – nekropolia w Soli, należąca początkowo do miejscowej parafii unickiej, następnie prawosławnej.

## Historia i opis
Cmentarz został założony w 1872, w tym samym czasie, gdy we wsi wzniesiono nową cerkiew. Była to świątynia unicka, jednak już trzy lata po oddaniu do użytku, wskutek likwidacji unickiej diecezji chełmskiej, przemianowano ją na prawosławną. Po I wojnie światowej cerkiew solska została zrewindykowana na rzecz Kościoła rzymskokatolickiego, jednak cmentarz nie został zamknięty ani zniszczony (katolicy wytyczyli we wsi osobną nekropolię). Sporadycznie odbywały się nowe pochówki.
Nekropolia zajmuje teren czworoboku o powierzchni 0,23 ha. Położona jest nad Ładą, w odległości ok. 100 metrów od dawnej cerkwi i porośnięta zaroślami (malina, kruszyna, bez lilak, dęby, robinie, klony), rośnie na niej także pięć starych lip.
Na cmentarzu zachowały się fragmenty ok. 10 pomników nagrobnych sprzed 1945 (najstarszy z czytelną inskrypcją z 1873), znajdują się na nim również nowe pomniki na starych miejscach pochówku. Wszystkie kamienne nagrobki sprzed II wojny światowej są rozbite i leżą na ziemi. Ponadto na nekropolii znajduje się pewna liczba krzyży metalowych i drewnianych i stelli z lastryko, a także czytelnych mogił ziemnych. Na starszych pomnikach widnieją inskrypcje cerkiewnosłowiańskie, na powojennych – polskie.